# 反原子
反原子（はんげんし）とは、原子に対応する反物質である。通常の原子が陽子、中性子、電子からなるのに対し、反原子は反陽子、反中性子、陽電子（反電子）からなる。最も単純な反原子は反水素原子である。